# Jan Jozua Barendsen
Jan Jozua Barendsen (Amsterdam, 11 september 1882 – Apeldoorn, 2 oktober 1944) was een Nederlandse militair van het Koninklijk Nederlandsch-Indisch Leger, Ridder in de Militaire Willems-Orde vierde Klasse en verzetsstrijder tijdens de Tweede Wereldoorlog.

## Loopbaan
Barendsen werd als luitenant benoemd tot Ridder in de Militaire Willems-Orde vierde Klasse voor krijgsverrichtingen tussen 1910 en 1913 te Soemba in het voormalige Nederlands-Indië. Op 16 september 1927 werd hij als luitenant-kolonel benoemd tot commandant van het Korps Koloniale Reserve te Nijmegen en maakte hij in 1931 het 40-jarig bestaan van het korps mee. Hij droeg het korpscommando over aan Majoor J.P. Wissema.

## Verzet
Terug in Nederland ging hij wonen in Beekbergen en raakte hij in de oorlog betrokken bij het verzet. Hij werkte samen met anderen binnen de Ordedienst als kolonel R. Boomsma en luitenant-kolonel Teding van Berkhout. Op 8 augustus 1942 werd hij door de bezetter opgesloten in het kamp Sint-Michielsgestel maar kwam op 15 december 1942 weer vrij waarna hij commandant werd van het gewest 6 van de Ordedienst. Toen op 29 september 1944 de Duitse Ortskommandant van Apeldoorn 4000 Nederlandse burgers opriep om militaire versterkingen langs de IJssel aan te leggen kwamen er slechts 36 mensen opdagen zodat werd besloten een aantal verzetslieden als afschrikwekkend voorbeeld te executeren. Op 30 september 1944 werden Barendsen en veertien collega's van hem opgepakt. Acht, waaronder Barendsen werden op 2 oktober 1944 naar het terrein van het daarvoor ontruimde Joodse Krankzinnigengesticht "Het Apeldoornse Bos" gebracht en daar gefusilleerd. Volgens een lid van de Sicherheitsdienst stond Barendsen onverschrokken voor het vuurpeloton, knoopte zijn jas open en begon het Wilhelmus te zingen. Barendsen werd begraven op de Algemene Begraafplaats in Beekbergen; grafnummer 246. Later is hij herbegraven op het ereveld Loenen. Hij werd na de oorlog postuum onderscheiden met het Verzetskruis 1940-1945.

## Onderscheidingen

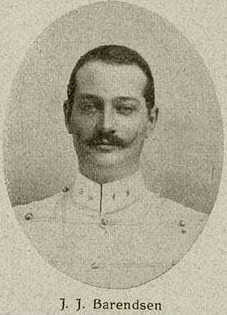
Luitenant JJ Barendsen

- Ridder der 4e klasse in de Militaire Willems-Orde[3]
- Verzetskruis[4]
- Ereteken voor Belangrijke Krijgsbedrijven met baton: "Midden-Sumatra 1903-07"[3]
- Onderscheidingsteken voor Langdurige Dienst als officier "XXV"[3]

H.J. van Aalderen
· P. van As
· M. Assies
· J.J. Barendsen
· J.A. Beekman
· H.D.J. Beernink
· L.R. Beijnen
· C.J. van den Berg-van der Vlis
· L.A. Bleys
· G. de Boer
· A.A. Bontekoe
· E.J. Bosch ridder van Rosenthal
· D.A. van den Bosch
· I.J. van den Bosch
· J.H. Bosch
· J.C.J. baron Brantsen
· A.L. Charroin
· F.G.M. Conijn
· M. Crans
· R.J. Dam
· F. Datema
· K.H. Derkzen van Angeren
· H. Dienske
· J.L.G. Doornik
· V. Dreyfus
· N. Dupont
· F. Duwaer
· S. Esmeijer
· G.H. Gelder
· J. Gelderman
· W.J. Gertenbach
· E.A. Giran
· O. Giran
· C.H. de Groot
· P.G.S. Guermonprez
· A. Hahn
· W. van Hall
· J.C.H.F. van Hanxleden Houwert
· Th.W.L. baron van Heemstra
· J.J. Hendrikx
· J.L. Hesselberg
· W.J. Heukels
· I. van der Horst
· J. ter Horst
· H.P. Hos
· J.F.H.M. baron van Hövell van Wezeveld en Westerflier
· B. IJzerdraat
· L. Jansen
· A. Kalter
· G.W. Kastein
· A. Keuter
· T.J. Kroeze
· D.M.R.H. Kroon
· H.Th. Kuipers-Rietberg
· A. Meerwaldt
· J.A.A. Mekel
· J.D. van Melle
· D.C.B. Mesritz
· M.-L.C. Meunier
· J.J. Mohr
· J.L. Moonen
· A.C. Nagtegaal
· F. Nieuwenhuijsen
· B. Oosthoek
· J. Oranje
· T. Pannekoek
· J. Post
· A.J. Rozeman
· V.H. Rutgers
· F.R. Ruys
· W. Santema
· J.J. Schaft
· Jhr. J. Schimmelpenninck
· R.L.A. Schoemaker
· G. Schoonman
· W.P. Speelman
· M. van der Stoep
· B.M. Telders
· A.O.H. Tellegen
· O.R. Thomsen
· G. Tieman
· T.W. de Tourton Bruijns
· L.M. Valstar
· G.J. van der Veen
· D. Verloop
· M.A.E. Verspyck
· P.M.R. Versteegh
· C. Vlot
· G. Weidner
· J.H. Westerveld
· H.B. Wiardi Beckman
· J.W. Wildschut
· J.R.E. Wüthrich
· L. Zwanenburg
· Onbekende Joodse soldaat